# Schmidtea
Schmidtea és un gènere de triclàdides dugèsids molt emprat en estudis de desenvolupament i regeneració.
Fins a l'any 1991 es considerava Schmidtea com a subgènere de Dugesia, aleshores fou elevat al rang de gènere.
Els individus d'aquest gènere tenen un cap poc triangular.
El canal de la bursa de les espècies de Schmidtea està envoltat per una capa de múscul constituïda per músculs circulars i longitudinals entremesclats. A la majoria dels altres dugèsids aquests músculs estan separats per capes amb diferent orientació. A part de Schmidtea, algunes espècies de Girardia presenten una mica d'entremescla de músculs del canal de la bursa, i al gènere Eviella aquest canal està envoltat per una capa de músculs sense orientació. Una altra característica totalment exclusiva de Schmidtea és la presència de dues vesícules seminals, tret considerat autopomòrfic del gènere.
La majoria de poblacions de Schmidtea són diploids de reproducció anfimíctica.